# Aedes rusticus
Aedes rusticus é um espécie de mosquito do Género Aedes, pertencente à família Culicidae.